# Cyrtandra patula
Cyrtandra patula är en tvåhjärtbladig växtart som beskrevs av Ridley. Cyrtandra patula ingår i släktet Cyrtandra och familjen Gesneriaceae. Inga underarter finns listade i Catalogue of Life.